# Gemeiner Scheinstachelkäfer

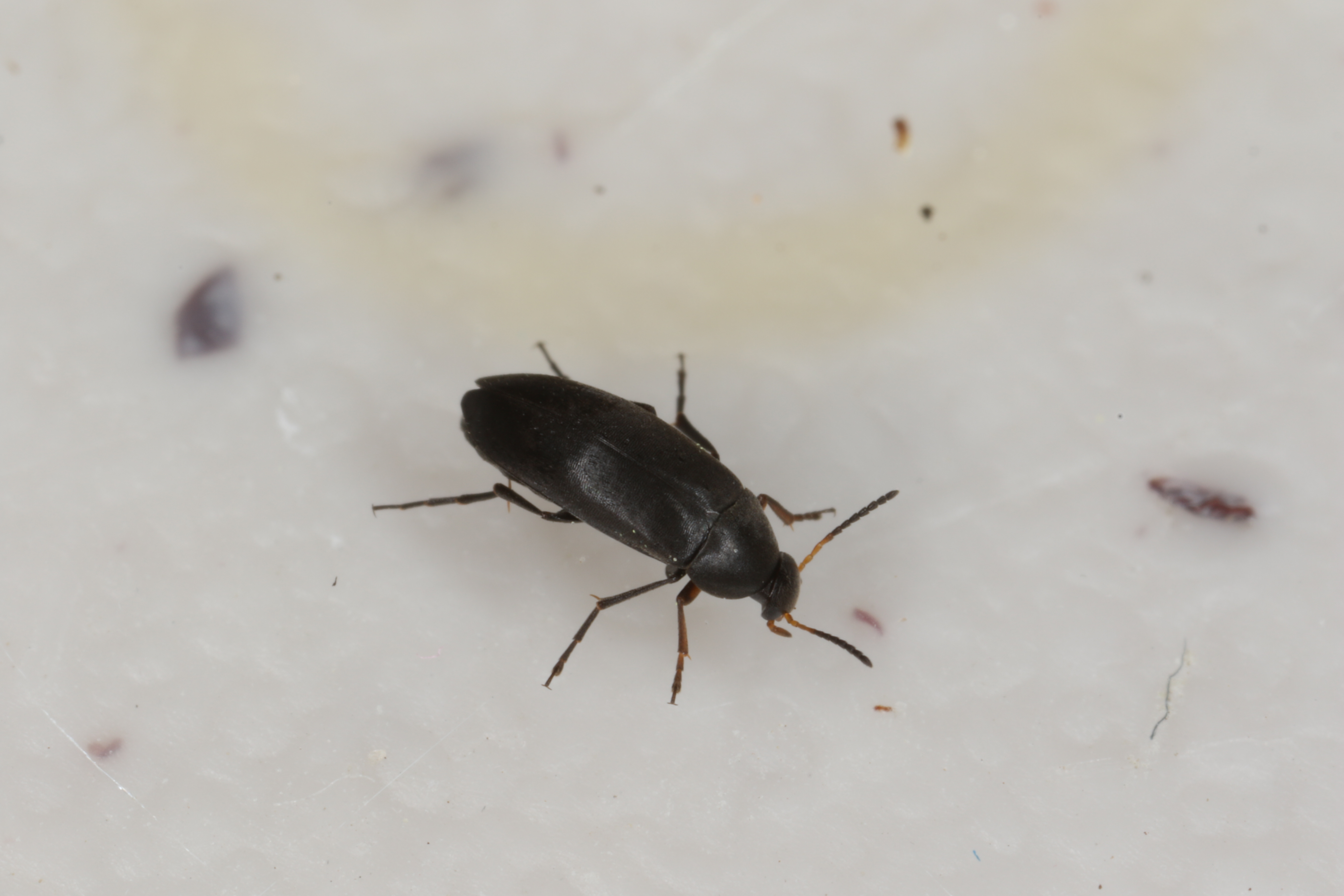

Der Gemeine Scheinstachelkäfer (Anaspis frontalis), auch als Rotstirniger Scheinstachelkäfer bekannt, ist ein Käfer aus der Familie der Seidenkäfer (Scraptiidae).

## Merkmale
Die Käfer haben eine Größe von 2,5–4,4 mm. Sie besitzen einen länglich-ovalen Körper. Sie sind insbesondere im westlichen Verbreitungsgebiet überwiegend schwarz gefärbt. Der Vorderkopf, die basalen Fühlerglieder sowie die Vorderbeine sind gelbrot gefärbt. Die Sporne der Mittel- und Hinterbeine sind gelbrot gefärbt. Besondere Merkmale der Art sind die kräftigen Anhänge des 3. Sternits, welche an der Spitze kurz und hakenförmig gebogen sind, sowie die vorderen Tarsen, die stark verbreitert sind. Im östlichen und südöstlichen Verbreitungsgebiet sind die Käfer heller gefärbt, teilweise einfarbig gelbrot, lediglich mit einer Schwärzung des Hinterkopfes.

## Verbreitung
Die Käferart ist in Mittel- und Nordeuropa weit verbreitet und lokal häufig. Ihr Verbreitungsgebiet reicht im Norden in Fennoskandinavien über den Polarkreis hinaus. Auf den Britischen Inseln ist die Art ebenfalls vertreten, in England auch häufig. Im Süden reicht das Vorkommen bis auf die Iberische Halbinsel, im Osten bis in den Fernen Osten Asiens (China, Japan). Anaspis frontalis ist in Mitteleuropa die häufigste Art der Gattung Anaspis, die dort mit 35 Arten vertreten ist.

## Lebensweise
Die Imagines erscheinen im Frühjahr. Man beobachtet sie insbesondere in den Monaten April bis Juni. Die Käfer findet man häufig an den Blüten von Brombeeren und des Eingriffeligen Weißdorns (Crataegus monogyna).